# Городское поселение Приморье
Городское поселение «Посёлок Приморье» — упразднённое муниципальное образование в составе Светлогорского района Калининградской области в 2007 — 2018 годах. Административный центр поселения — посёлок Приморье.

## История
Городское поселение «Посёлок Приморье» образовано 2 ноября 2007 года в соответствии с Законом Калининградской области № 182.
Законом Калининградской области от 30 марта 2018 года № 156 «Об объединении поселений, входящих в состав муниципального образования «Светлогорский муниципальный район», и организации местного самоуправления на объединенной территории» городское поселение было упразднено путём объединения с остальными поселениями Светлогорского муниципального района и организации Светлогорского городского округа, в который вошли составлявшие его населённые пункты.

## Население
| 2010 | 2012  | 2013  | 2014  | 2015  | 2016  | 2017  |
| ---- | ----- | ----- | ----- | ----- | ----- | ----- |
| 1150 | ↗1159 | →1159 | ↗1224 | ↘1222 | ↗1236 | ↗1318 |

## Состав городского поселения
В состав городского поселения входили 2 населённых пункта
- Лесное (посёлок) — 221[1]
- Приморье (пгт, административный центр) — 1140[10]